# Dalea cuniculo-caudata
Dalea cuniculo-caudata là một loài thực vật có hoa trong họ Đậu. Loài này được Paul G.Wilson miêu tả khoa học đầu tiên.